# Kohei Higa
Kohei Higa (født 30. april 1990) er en japansk fodboldspiller.
Han har spillet for flere forskellige klubber i sin karriere, herunder Kashiwa Reysol, Blaublitz Akita og Montedio Yamagata.